# ATP de Hilversum
O ATP de Hilversum – ou Dutch Open – foi um extinto torneio de tênis masculino, na categoria ATP World Series, que aconteceu entre 1974 e 1994 em Hilversum, nos Países Baixos.

## Finais

### Simples
| Ano  | Campeão           | Vice-campeão           | Resultado                |
| ---- | ----------------- | ---------------------- | ------------------------ |
| 1994 | Karel Nováček     | Richard Fromberg       | 7–5, 6–4, 7–67           |
| 1993 | Carlos Costa      | Magnus Gustafsson      | 6–1, 6–2, 6–3            |
| 1992 | Karel Nováček     | Jordi Arrese           | 6–2, 6–3, 2–6, 7–5       |
| 1991 | Magnus Gustafsson | Jordi Arrese           | 5–7, 7–62, 2–6, 6–1, 6–0 |
| 1990 | Francisco Clavet  | Eduardo Masso          | 3–6, 6–4, 6–2, 6–0       |
| 1989 | Karel Nováček     | Emilio Sánchez         | 6–2, 6–4                 |
| 1988 | Emilio Sánchez    | Guillermo Pérez-Roldán | 6–3, 6–1, 3–6, 6–3       |
| 1987 | Miloslav Mečíř    | Guillermo Pérez-Roldán | 6–4, 1–6, 6–3, 6–2       |
| 1986 | Thomas Muster     | Jakob Hlasek           | 6–1, 6–3, 6–3            |
| 1985 | Ricki Osterthun   | Kent Carlsson          | 4–6, 4–6, 6–2, 6–4, 6–3  |
| 1984 | Anders Järryd     | Tomáš Šmíd             | 6–3, 6–3, 2–6, 6–2       |
| 1983 | Tomáš Šmíd        | Balázs Taróczy         | 6–4, 6–4                 |
| 1982 | Balázs Taróczy    | Buster Mottram         | 7–6, 6–7, 6–3, 7–6       |
| 1981 | Balázs Taróczy    | Heinz Günthardt        | 6–3, 6–7, 6–4            |
| 1980 | Balázs Taróczy    | Haroon Ismail          | 6–3, 6–2, 6–1            |
| 1979 | Balázs Taróczy    | Tomáš Šmíd             | 6–2, 6–2, 6–1            |
| 1978 | Balázs Taróczy    | Tom Okker              | 2–6, 6–1, 6–2, 6–4       |
| 1977 | Patrick Proisy    | Lito Álvarez           | 6–0, 6–2, 6–0            |
| 1976 | Balázs Taróczy    | Ricardo Cano           | 6–4, 6–0, 6–1            |
| 1975 | Guillermo Vilas   | Željko Franulović      | 6–4, 6–7, 6–2, 6–3       |
| 1974 | Guillermo Vilas   | Barry Phillips-Moore   | 6–4, 6–2, 1–6, 6–3       |

### Duplas
| Ano  | Campeões                        | Vice-campeões                            | Resultado          |
| ---- | ------------------------------- | ---------------------------------------- | ------------------ |
| 1994 | Daniel Orsanic Jan Siemerink    | David Adams Andrei Olhovskiy             | 6–4, 6–2           |
| 1993 | Jacco Eltingh Paul Haarhuis     | Hendrik Jan Davids Libor Pimek           | 4–6, 6–2, 7–5      |
| 1992 | Paul Haarhuis Mark Koevermans   | Marten Renstrom Mikael Tillstrom         | 6–7, 6–1, 6–4      |
| 1991 | Richard Krajicek Jan Siemerink  | Francisco Clavet Magnus Gustafsson       | 7–5, 6–4           |
| 1990 | Sergio Casal Emilio Sánchez     | Paul Haarhuis Mark Koevermans            | 7–5, 7–5           |
| 1989 | Tomas Carbonell Diego Perez     | Paul Haarhuis Mark Koevermans            | Não realizada      |
| 1988 | Sergio Casal Emilio Sánchez     | Magnus Gustafsson Guillermo Pérez-Roldán | 7–6, 6–3           |
| 1987 | Wojtek Fibak Miloslav Mečíř     | Tom Nijssen Johan Vekemans               | 7–6, 5–7, 6–2      |
| 1986 | Miloslav Mečíř Tomáš Šmíd       | Tom Nijssen Johan Vekemans               | 6–4, 6–2           |
| 1985 | Stefan Simonsson Hans Simonsson | Carl Limberger Mark Woodforde            | 6–3, 6–4           |
| 1984 | Anders Järryd Tomáš Šmíd        | Broderick Dyke Michael Fancutt           | 6–4, 5–7, 7–6      |
| 1983 | Heinz Gurthardt Balázs Taróczy  | Jan Kodeš Tomáš Šmíd                     | 3–6, 6–2, 6–3      |
| 1982 | Jan Kodeš Tomáš Šmíd            | Heinz Gurthardt Balázs Taróczy           | 7–6, 6–4           |
| 1981 | Heinz Gurthardt Balázs Taróczy  | Raymond Moore Andrew Pattison            | 6–0, 6–2           |
| 1980 | Tom Okker Balázs Taróczy        | Tony Giammalva Buster Mottram            | 7–5, 6–3, 7–6      |
| 1979 | Tom Okker Balázs Taróczy        | Jan Kodeš Tomáš Šmíd                     | 6–1, 6–3           |
| 1978 | Tom Okker Balázs Taróczy        | Bob Carmichael Mark Edmondson            | 7–6, 6–3           |
| 1977 | José Higueras Antonio Muñoz     | Jean-Louis Haillet François Jauffret     | 6–1, 6–4, 2–6, 6–1 |
| 1976 | Ricardo Cano Belus Prajoux      | Wojtek Fibak Balázs Taróczy              | 6–4, 6–3           |
| 1975 | Wojtek Fibak Guillermo Vilas    | John Lloyd Željko Franulović             | 6–2, 4–6, 6–1      |
| 1974 | Tito Vasquez Guillermo Vilas    | Lito Álvarez Julian Ganzabal             | 6–2, 3–6, 6–1, 6–2 |